# 鄭渭
鄭渭（1510年—？），榜姓孫，字應清，福建福州府閩縣人，民籍，明朝政治人物。

## 生平
嘉靖十九年（1540年）庚子科福建鄉試第四十四名舉人，二十年（1541年）中式辛丑科會試第二十六名，三甲第一百八十四名進士。二十四年（1545年）任上海縣知縣，升黃州府知府。三十八年（1559年）升河南信陽兵备副使。

## 家族
曾祖鄭子芬；祖父鄭塘；父鄭銅。母王氏；繼母陳氏。慈侍下。兄鄭液，弟鄭澤。